# 维埃纳主教座堂

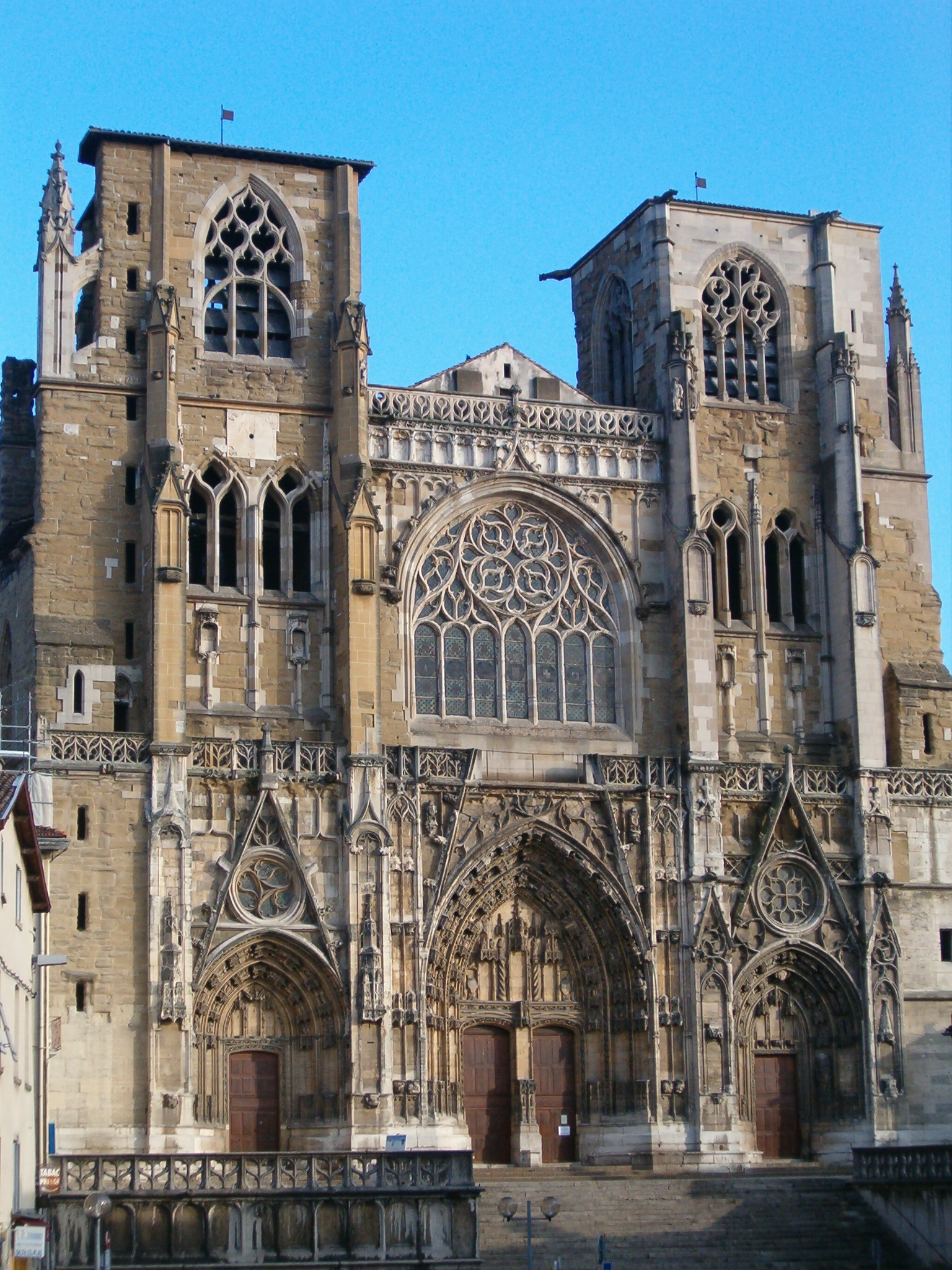
维埃纳主教座堂

维埃纳主教座堂 (Cathédrale Saint-Maurice de Vienne)是一座罗马天主教教堂，位于法国伊泽尔省维埃纳，被列为法国历史古迹。
该堂原为天主教维埃纳总教区的主教座堂。1801年教務專約规定教区撤销。教区大部分地方归属格勒諾布爾教区，但维埃纳主教头衔归给里昂总主教，称为里昂-維埃納总主教（1822-2006）。2006年以后此头衔归给格勒諾布爾主教，教区名称改为天主教格勒諾布爾-維埃納教區。
这座哥特式建筑的修建经历了漫长的过程，从1052年一直到1533年完成。宏伟的西立面耸立在俯瞰罗纳河的台阶上。该堂的雕塑在1562年法国宗教战争期间被新教徒摧毁。